# Cœlioscopie

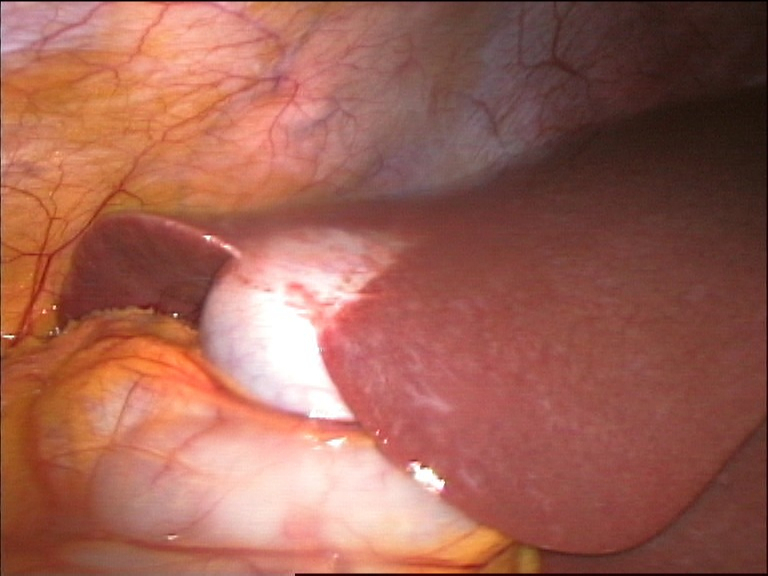
Vésicule biliaire humaine vue à l'aide de cœlioscopie.

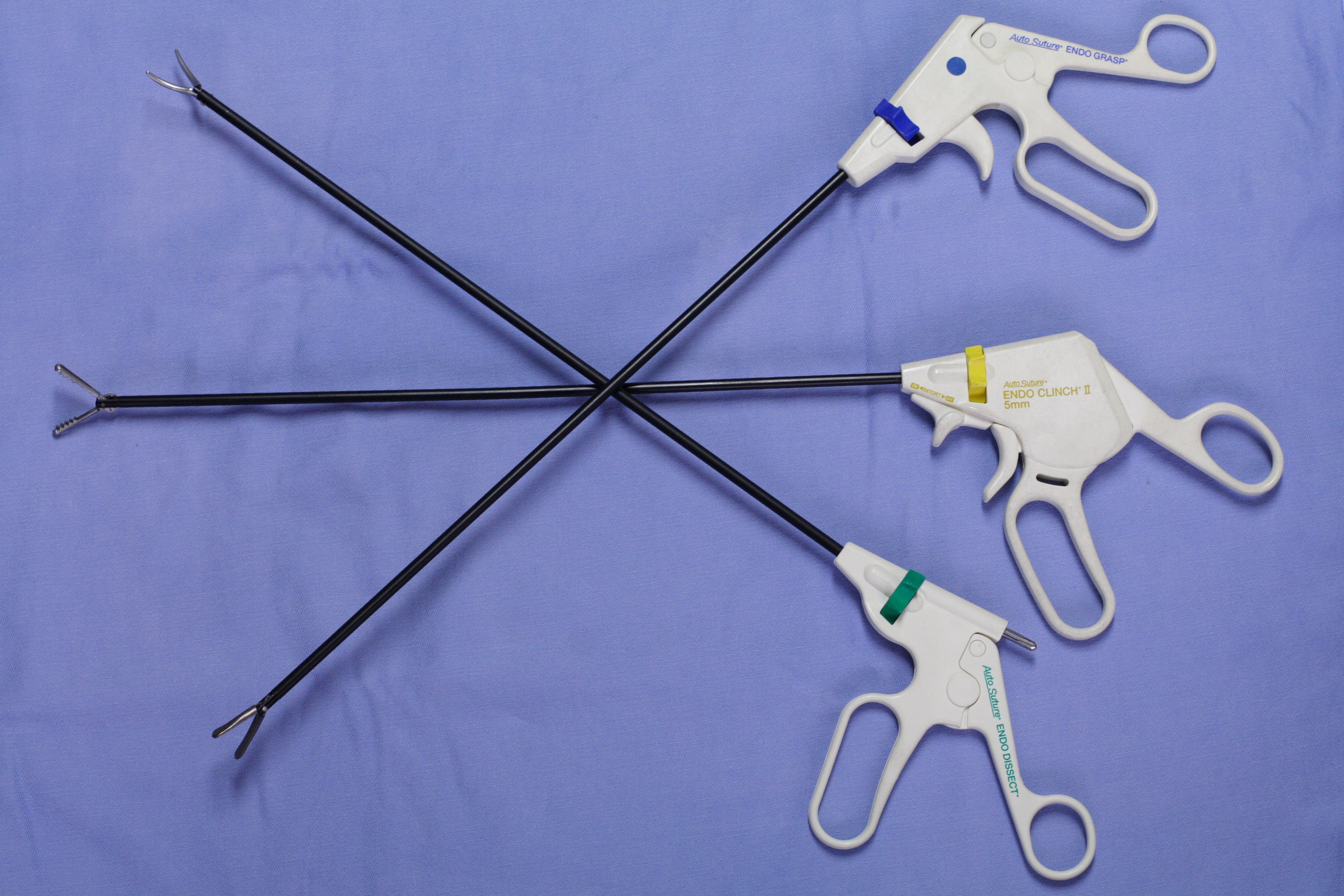
Instruments pour une opération cœlioscopique.

La cœlioscopie ou célioscopie (du grec ancien κοιλία / coilía, « cavité du ventre » et σκοπιά / scopía, « action d'observer »), est une technique d'endoscopie médicale utilisée pour le diagnostic (cœlioscopie proprement dite) ou l'intervention chirurgicale (cœliochirurgie) sur la cavité abdominale.
L'instrument utilisé, appelé endoscope, est composé d'un tube optique muni d'un système d'éclairage et d'une caméra vidéo retransmettant l'image sur un écran.

## Historique
La cœlioscopie est née en France en 1944 avec Raoul Palmer (en), chirurgien gynécologue qui eut l'idée de faire pénétrer dans l'abdomen une optique éclairée.
Une nouvelle méthode de diagnostic était née, permettant de voir précocement et en toute sécurité un certain nombre de pathologies. La cœlioscopie permet d'opérer à l'intérieur du corps grâce à des outils du diamètre d'une grosse aiguille.
En 1972, Maurice Antoine Bruhat et Hubert Manhes tentèrent avec succès, pour la première fois au monde à la polyclinique de l'Hôtel-Dieu de Clermont-Ferrand, le traitement conservateur cœlioscopique d'une grossesse extra-utérine. Une dizaine d'autres premières mondiales allaient suivre, notamment l'exsanguino-transfusion d'un fœtus in utero par les professeurs Jacquetin et Meyer (1982), suivi de l'invention, par ces équipes, d'outils chirurgicaux spécifiques et aujourd'hui largement répandus comme les cœlioscopes porteurs de laser CO2, conçus en collaboration avec les laboratoires Chibret.
Ces succès ont fait de Clermont-Ferrand un centre mondial en la matière. De nombreux praticiens du monde entier, chirurgiens, infirmières, viennent se former à Clermont-Ferrand au Centre international de chirurgie endoscopique (CICE) créé en 1990 sur le site du CHU par le professeur Bruhat. Près de 20 000 étudiants de toute la planète sont ainsi venus s'y perfectionner depuis sa création.
La première ablation de la vésicule biliaire par cœlioscopie est réalisée en 1987 par le chirurgien français Philippe Mouret à la clinique de la Sauvegarde (Lyon).
Des techniques comparables ont été développées en chirurgie thoracique (la thoracoscopie), en orthopédie (l'arthroscopie), en chirurgie viscérale, en gynécologie et en urologie.

## Principes
La cœlioscopie consiste à accéder à la cavité abdominale sans ouvrir la paroi abdominale. Elle est possible grâce à plusieurs artifices :
- Un endoscope est introduit dans la cavité abdominale à travers une cicatrice que le chirurgien pratique dans l’ombilic (nombril). L'endoscope est reliée à un écran que le chirurgien regarde en opérant.
- Du dioxyde de carbone (CO2) est ensuite introduit dans la cavité abdominale. La pression positive exercée par ce gaz va soulever la paroi abdominale, créant ainsi un espace entre la paroi et les viscères où le chirurgien peut regarder et où il peut introduire ses instruments pour opérer.
- Des trocarts (sortes de grosses aiguilles de 5  à   12 mm de diamètre) sont enfin introduits à travers la paroi ainsi soulevée, par lesquels le chirurgien va passer des instruments de 5  à   12 mm de diamètre pour opérer (pinces, ciseaux, instruments de coagulation et de suture, etc.).

Le choix du dioxyde de carbone se justifie par sa présence dans le corps humain, par le fait que les tissus sont capables de l'absorber et que le système respiratoire peut l'évacuer. Il n'est également pas inflammable, ce qui est important car des instruments électro-chirurgicaux sont fréquemment utilisés.
La cœlioscopie (et, a fortiori, la cœliochirurgie) exige une formation spécifique et une certaine expérience.
Dans certains cas, il est recommandé de pratiquer une cœlioscopie « à ciel ouvert », ou open cœlioscopie : le premier trocart est introduit après incision, et donc sous contrôle direct de la vue.

## Intérêts
Les intérêts de la cœliochirurgie sont multiples, et ils ont été maintes fois prouvés par des études comparatives, notamment en chirurgie gynécologique et digestive :
- diminution de « l’agression » chirurgicale sur le corps du patient, d’où une moindre douleur en post-opératoire ;
- diminution du risque infectieux ;
- diminution du risque de complications « pariétales » (abcès de paroi, éventration), ceci étant particulièrement intéressant chez le sujet obèse ;
- diminution du risque d’adhérences dans le péritoine ;
- pour certaines interventions : diminution de la durée opératoire ;
- diminution de la durée d’hospitalisation ;
- diminution de la durée d’arrêt de travail et reprise plus rapide des activités ;
- et enfin : intérêt esthétique, puisque les cicatrices sont de très petite taille.

Contrairement à la laparotomie, la cœlioscopie fait partie des techniques chirurgicales mini-invasives qui se combinent idéalement avec le concept de récupération rapide après chirurgie popularisé par le Pr Henrik Kehlet.

## Inconvénients et risques

### Inconvénients
La difficulté pour le chirurgien réside en trois points :
1. Il est privé de la vision en trois dimensions (puisque l’optique ne lui restitue qu’une vision en deux dimensions ; il n’a donc pas la notion du relief et est obligé de le déduire mentalement).
2. Il est également privé de la possibilité de toucher les viscères avec les mains (il n’a donc pas d’information tactile directe, mais seulement un retour de force qu’il perçoit à travers les instruments).
3. Il doit introduire ses instruments par deux ou trois orifices (les trocarts), perdant ainsi la mobilité des instruments qu’il aurait en chirurgie classique.

Pour le patient subsiste pendant quelques jours le désagrément dû au CO2 résiduel. Cela se traduit par des sensations de ballonnement au niveau abdominal et des douleurs sous les clavicules en position debout, le gaz remontant alors dans l'organisme qui agit comme un niveau à bulle. Tout cela disparaît progressivement au bout d'une semaine.
L'investissement lourd généré par l'équipement en fait une technique peu utilisée dans les pays émergents.

### Risques
Comme pour toute intervention chirurgicale, la cœlioscopie comporte des risques opératoires et anesthésiques, et des complications post-opératoires. Et ceci quel que soit le type d’intervention réalisée, quelle que soit l’équipe chirurgicale et quel que soit le lieu d’intervention ou le pays.
Ces risques et ces complications sont essentiellement représentés par :
- hémorragie par blessure d’un vaisseau sanguin en cours d’intervention, obligeant parfois à ouvrir la cavité abdominale ;
- hémorragie secondaire dans les heures ou les jours qui suivent l’intervention, obligeant souvent à réintervenir ;
- complications infectieuses (infections urinaire, de la paroi — abcès de paroi —, ou du site opératoire péritonite) ;
- occlusion intestinale, obligeant parfois à réintervenir ;
- plaie ou obstruction anormale d'organes abdominaux (vessie, uretère, rectum, intestin grêle), obligeant à réintervenir ;
- fistule urinaire ou digestive, obligeant à réintervenir ;
- thrombose veineuse profonde (phlébite) et embolie pulmonaire ;
- hypercapnie ;
- embolie[4].

Ces risques sont limités (le risque de complication grave est moins d’un cas sur 500, et la mortalité est moins d’un cas sur 10 000).

## Indications

### Indications validées
La liste qui suit recense les indications pour lesquelles il a été démontré une supériorité de la cœlioscopie par rapport à la laparotomie ou à d'autres voies chirurgicales, sur le plan du service médical rendu au patient : équivalence de l'efficacité de la technique cœlioscopique par rapport à la laparotomie ou à d'autres voies chirurgicales, réduction de la douleur, réduction de la durée opératoire, moindre risque infectieux, réduction de la durée d'hospitalisation, reprise plus rapide des activités, réduction du coût de l'intervention :
- En chirurgie viscérale :

1. appendicectomie ;
2. cholécystectomie (ablation de la vésicule biliaire) ;
3. traitement des occlusions intestinales liées à des adhérences ou à des brides péritonéales ;
4. cure de reflux gastro-œsophagien (hernie hiatale) ;
5. cure des hernies de la paroi abdominale (hernies inguinales, crurales, de la ligne blanche médiane, ombilicales, hernies obturatrices[5]) ;
6. gastroplastie (pose d'anneau gastrique dans le traitement de l'obésité) ;
7. sigmoïdectomie (ablation de la partie terminale du gros intestin (le sigmoïde) pour lésions bénignes.

- En gynécologie :

1. traitement de la grossesse extra-utérine, en conservant ou pas la trompe utérine ;
2. traitement des salpingites et des péritonites pelviennes ;
3. traitement chirurgical de la stérilité tubaire (néosalpingostomie, fimbrioplastie, adhésiolyse tubaire) ;
4. stérilisation tubaire, par pose d'anneaux ou de clips sur les trompes utérines ;
5. traitement des kystes bénins de l'ovaire, et des pathologies bénignes de l'ovaire ;
6. traitement de l'endométriose ;
7. myomectomie (ablation de fibromes utérins), à condition que le (ou les) fibrome(s) soi(en)t peu profond(s) dans le muscle utérin (le cas idéal est celui des fibromes « sous-séreux pédiculés ») ;
8. prélèvement de ganglions lymphatiques pelviens (« curage » ganglionnaire pelvien) dans le cancer de l'endomètre, avant de pratiquer une hystérectomie par voie vaginale ;
9. salpingectomie (ablation des trompes de Fallope).

- En urologie :

1. prostatectomie radicale dans les cancers limités de la prostate de bon pronostic.

### Indications non validées
La liste qui suit recense les indications pour lesquelles la cœlioscopie n'a pas, pour l'instant, démontré sa supériorité par rapport à la laparotomie ou à d'autres voies chirurgicales, pour des raisons telles qu'une durée opératoire trop longue, un risque de complications plus important, un coût trop élevé, ou une technique non reproductible (c'est-à-dire une technique chirurgicale dont la complexité est telle qu'elle ne peut être effectuée que par des équipes chirurgicales très entraînées, en nombre restreint).
Ces indications non validées pour l'instant continuent d'être le sujet d'évaluations médicales et statistiques, et certaines d'entre elles pourraient, à l'avenir, démontrer leur supériorité et devenir ainsi des indications validées :
- En chirurgie viscérale :

1. colectomies (droite ou gauche) pour cancer[6] ;
2. splénectomie (ablation de la rate) ;
3. gastrectomie (ablation de l'estomac ; en totalité ou en partie, pour un cancer de l'estomac ou opération réductrice de l'estomac, sleeve gastrectomie).

- En gynécologie :

1. hystérectomie pour maladie bénigne de l'utérus (cette indication est actuellement en voie de validation, mais il lui est essentiellement reproché de ne pas avoir d'intérêt clairement démontré par rapport à l'hystérectomie par voie vaginale) ;
2. traitement des prolapsus génitaux (cette indication est actuellement en voie de validation, mais il lui est encore reproché un temps opératoire trop long, et une non-reproductibilité (difficulté d'apprentissage)).
3. myomectomie sur des fibromes de trop grand volume, ou trop profonds dans le muscle utérin (car il existe un risque de suture incorrecte du muscle utérin après ablation des fibromes, l'utérus devenant ainsi trop fragile lors d'une grossesse ultérieure — risque de rupture utérine au moment de l'accouchement) ;
4. hystérectomie pour cancer de l'endomètre, bien que cette indication soit reconnue et validée par la Société française d'oncologie gynécologique (SFOG), elle n'est pas validée par la Fédération française des centres de lutte contre le cancer (FFCLCC) ;
5. hystérectomie élargie pour cancer du col utérin, dont la technique associe en fait la cœlioscopie à la voie vaginale, bien que cette indication soit reconnue par la Société française d'oncologie gynécologique, elle n'est pas validée par la Fédération française des centres de lutte contre le cancer. Le principal frein à la diffusion de cette technique reste la rareté des cancers du col utérin qui pourraient en bénéficier, et la difficulté technique de cette intervention, qui reste réservée à des équipes très entraînées ;
6. chirurgie du cancer de l'ovaire (le cancer de l'ovaire est même, pour la plupart des équipes chirurgicales, une contre-indication à l'usage de la cœlioscopie).

- En urologie :

1. néphrectomie élargie pour cancer du rein ;
2. traitement de la maladie de la jonction pyélo-urétérale ;
3. traitement des varicocèles du testicule.

- En chirurgie vasculaire :

1. traitement des anévrismes de l'aorte ;
2. pontages aorto-iliaques ou aorto-fémoraux par cœlioscopie.

## Contre-indications
Il existe peu de contre-indications à la réalisation d'une cœlioscopie. Ces contre-indications sont essentiellement représentées par un état général défaillant du patient, par une maladie contre-indiquant l'anesthésie générale, ou par un trop jeune âge du patient (l'innocuité de la cœlioscopie n'ayant pas été démontrée à cet âge-là).
On peut citer ainsi : le jeune âge (enfant de moins de 3 ans), l'insuffisance respiratoire et l'insuffisance cardiaque. L'obésité morbide (indice de masse corporelle > 40) qui était jusqu'à une date récente considérée comme une contre-indication à la cœlioscopie, est au contraire une bonne indication à la cœlioscopie (moins de risque infectieux, moins de risque d'éventration), à condition de respecter certaines précautions anesthésiques.

## La Microcœlioscopie

### Définition
La microcœlioscopie entre dans les pratiques de chirurgie dites « mini invasives » en ce sens qu’elle limite le traumatisme opératoire pour le patient.

### Historique
Si la cœlioscopie est née en France en 1944 avec Raoul Palmer (en), la microcœlioscopie fait son apparition dans les années 1980 mais a essuyé de nombreux heurts avant de pouvoir être reconnue. La largeur du champ de vision et la qualité d’image fournies par les optiques étaient au cœur de ces écueils. Les instruments, issus de la pratique pédiatrique, ont dû quant à eux être adaptés en longueur, ce qui les a fragilisés. Plusieurs années ont été nécessaires pour réussir à proposer une instrumentation égale en matière de solidité par rapport à la cœlioscopie conventionnelle. Depuis plusieurs années maintenant, les instruments de microcœlioscopie permettent de pratiquer des chirurgies dans des conditions identiques aux cœlioscopies conventionnelles pour le chirurgien mais avec un bénéfice patient supérieur en matière de douleurs post-opératoires,, et d’esthétique.

### Principe
La microcœlioscopie se pratique de la même manière qu’une cœlioscopie mais avec des instruments dont le diamètre est inférieur à celui des instruments de cœlioscopie classique, et des incisions inférieures à 4 mm. On pratique donc des incisions plus petites pour l’insertion des trocarts dans lesquels sont ensuite glissés les instruments, et comme en cœlioscopie conventionnelle, une incision au niveau du nombril. Les opérations réalisées en microcœlioscopie permettent une prise en charge ambulatoire du patient plus facile lors de sa chirurgie.

### Indications
Il n’y a pas de contre-indications à la microcœlioscopie, puisqu’il s’agit de travailler avec les mêmes instruments mais à un diamètre inférieur : « l’ergonomie et la qualité de l’intervention sont comparables à la cœlioscopie conventionnelle, et elle ne nécessite pas d’apprentissage particulier », explique le Dr Arnaud Le Tohic (Versailles). Cependant, les interventions suivantes sont reconnues pour avoir des bénéfices patients plus importants lorsqu’elles sont réalisées en micrcœlioscopie par rapport à la cœlioscopie conventionnelle :
- Gynécologie : hystérectomie[13],[14]
- Chirurgie viscérale : cholécystectomie[9],[12]

### Avantages par rapport à la cœlioscopie conventionnelle
La microcœlioscopie est une chirurgie avec moins de douleurs qu’une cœlioscopie conventionnelle, permettant de réduire les besoins en analgésiques post-opératoires, morphiniques et opiacés en comparaison d’une cœlioscopie conventionnelle, et sans point de suture grâce à des incisions plus petites qu’en cœlioscopie conventionnelle. Les incisions faites pour le positionnement des trocarts peuvent être refermées avec un steri-strip.
La chirurgie en microcœlioscopie permet de réaliser des interventions en ambulatoire en toute sécurité pour le patient et avec un plus grand confort.
Lorsque la microcœlioscopie est combinée à une insufflation de la cavité abdominale à basse pression, cette technique est appelée la Low Impact Laparoscopy. La Low Impact Laparosocpy permet de réaliser des chirurgies en ambulatoire avec très peu de douleurs pour les patients, entraînant ainsi une prise d’anti-douleurs simples et non un recours aux opiacés, souvent prescrits en post-opératoires pour les douleurs résultant de la chirurgie. La Low Impact Laparoscopy est très utilisée aux États-Unis où l’ambulatoire est le mode de fonctionnement le plus courant dans les hôpitaux. En France, elle se développe dans des centres hospitaliers où les chirurgiens l’implantent dans une volonté d’amélioration du confort des patients, d’une meilleure récupération post-opératoire et de changer les pratiques de prescription à la suite d'une chirurgie.